# Wanz
Michael Wansley známější jako Wanz (* 9. října 1961 Seattle) je americký zpěvák orientovaný na Hip Hop, R&B, Soul, společně s Macklemore-em a Ryan-em Lewis-em nazpíval jednu z nejúspěšnějších písniček roku 2012: Thrift Shop z alba the Heist.